# President Roxas, Cotabato

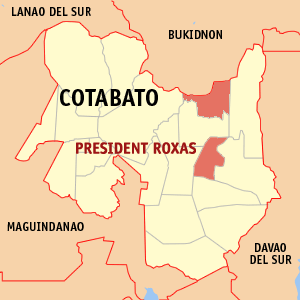
Bản đồ của Cotabato với vị trí của President Roxas

President Roxas là một đô thị hạng 3 ở tỉnh Cotabato, Philippines. Theo điều tra dân số năm 2000, đô thị này có dân số 41.231 người trong 8.118 hộ.

## Các đơn vị hành chính
President Roxas được chia thành 25 barangay.
| - Alegria - Bato-bato - Del Carmen - F. Cajelo (New Maasin) - Idaoman - Ilustre - Kamarahan - Camasi - Kisupaan - La Esperanza - Labu-o - Lamalama - Lomonay | - New Cebu - Poblacion - Sagcungan - Salat - Sarayan - Tuael - Greenhill - Cabangbangan - Datu Indang - Datu Sandongan - Kimaruhing - Mabuhay |